# Plantegumia
Plantegumia là một chi bướm đêm thuộc họ Crambidae. Chi này ban đầu được xếp vào phân họ Spilomelinae, về sau được chuyển sang phân họ Glaphyriinae.

## Species
- Plantegumia flavaginalis (Hedemann, 1894)
- Plantegumia leptidalis (Hampson, 1913)
- Plantegumia venezuelensis Amsel, 1956